# Сорин Опреску
Сорин Мирча Опреску (на румънски: Sorin Mircea Oprescu) е румънски политик. В периода от 1990 до 2008 година е член на Социалдемократическата партия в Румъния.

## Биография
Сорин Опреску е роден на 7 ноември 1951 година в град Букурещ, Народна република Румъния.
В периода от 1990 до 2008 година е член на Социалдемократическата партия в Румъния. Член на румънския сенат в периода от 2000 до 2008 година. През 2008 година става кмет на Букурещ. Той е независим кандидат на президентските избори в Румъния през 2009 година, печели 309 764 гласа (3,18 %).

### Избори за кмет на Букурещ
| Година | Първи тур        | Първи тур       | Първи тур        | Втори тур               |
| ------ | ---------------- | --------------- | ---------------- | ----------------------- |
| Година | Виорел Лис       | Gheorge Pădure  | Сорин Опреску    | Втори тур               |
| 1998   | 241 017 - 41,6 % | 113 182 - 19,5% | 111 759 – 19,3 % | не успява да се класира |

| Година | Първи тур         | Първи тур         | Втори тур         | Втори тур         |
| ------ | ----------------- | ----------------- | ----------------- | ----------------- |
| Година | Траян Бъсеску     | Сорин Опреску     | Траян Бъсеску     | Сорин Опреску     |
| 2000   | 108 862 - 17,19 % | 260 689 - 41,16 % | 362 853 - 50,69 % | 353 038 – 49,31 % |

| Година | Първи тур         | Първи тур         | Втори тур         | Втори тур         |
| ------ | ----------------- | ----------------- | ----------------- | ----------------- |
| Година | Василе Блага      | Сорин Опреску     | Василе Блага      | Сорин Опреску     |
| 2008   | 161 165 - 29,56 % | 164 219 - 30,12 % | 242 760 - 43,45 % | 315 981 – 56,55 % |